# York—Simcoe (circonscription provinciale)
Circonscription électorale provinciale du Canada
York—Simcoe est une circonscription provinciale de l'Ontario représentée à l'Assemblée législative de l'Ontario depuis 2007.

## Géographie
La circonscription au nord de Toronto englobe une région au sud du lac Simcoe, se constituant des villes d'East Gwillimbury, Georgina et Bradford West Gwillimbury, d'une partie du canton de Simcoe et de la réserve indienne de Chippewas of Georgina Island First Nation.
Les circonscriptions limitrophes sont Pickering—Uxbridge, Barrie—Innisfil, Barrie—Springwater—Oro-Medonte, Newmarket—Aurora, King—Vaughan, Markham—Stouffville, Simcoe—Grey, Simcoe-Nord et Haliburton—Kawartha Lakes—Brock.

## Historique
| Législature | Années        | Député            | Député      | Parti                     |
| ----------- | ------------- | ----------------- | ----------- | ------------------------- |
| York—Simcoe |               |                   |             |                           |
| 39e         | 2007–2011     |                   | Julia Munro | Progressiste-conservateur |
| 40e         | 2011–2014     |                   | Julia Munro | Progressiste-conservateur |
| 40e         | 2014–2018     |                   | Julia Munro | Progressiste-conservateur |
| 42e         | 2018–2022     | Caroline Mulroney |             | Progressiste-conservateur |
| 43e         | 2022–2025     | Caroline Mulroney |             | Progressiste-conservateur |
| 44e         | 2025–en cours | Caroline Mulroney |             | Progressiste-conservateur |

## Circonscription fédérale
Depuis les élections provinciales ontariennes du 4 octobre 2007, l'ensemble des circonscriptions provinciales et des circonscriptions fédérales sont identiques.